# FC Red Bull Salzburg

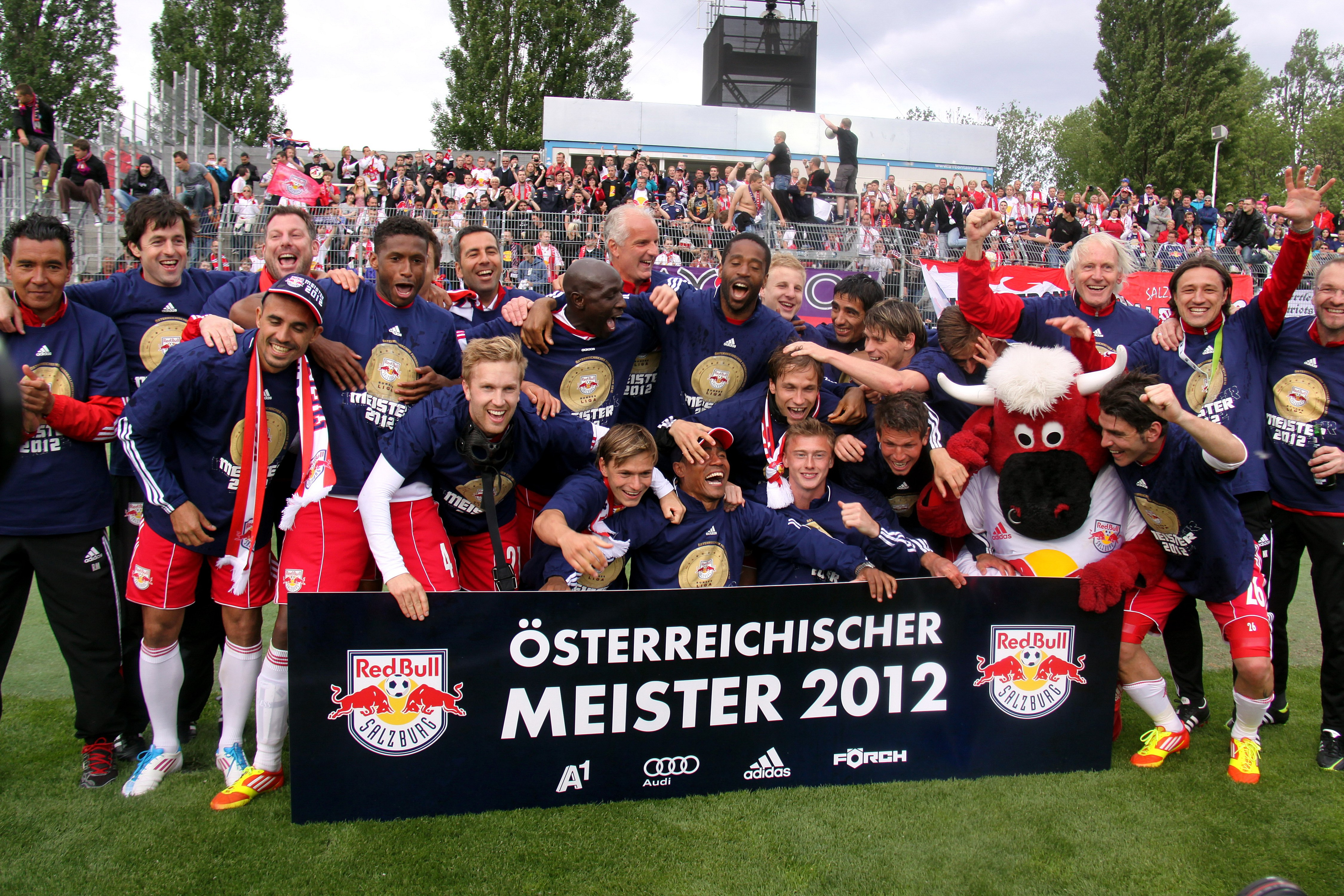
FC Red Bull Salzburg 2012.

Red Bull Salzburg är en österrikisk fotbollsklubb, grundad 1933 med namnet SV Austria Salzburg. År 2005 bytte klubben namn till Red Bull Salzburg.

## Historia

### SV Salzburg grundas
SV Austria Salzburg grundades 1933 sedan FC Rapid Salzburg och FC Hertha Salzburg valt att gå samman. Klubbfärgerna blev lila och vitt. 20 år senare, 1953, gick Salzburg för första gången upp i Österrikes högstadivision - Staatsliga A. Klubben har åkt upp och ner mellan divisionerna men har spelat i dagens Bundesliga sedan 1989.

### Mästare 1994, 1995, 1997
Salzburg hade en storhetsperiod under 1990-talet med tre ligatitlar 1994, 1995 och 1997. 1994 var första gången någonsin som klubben blev österrikiska mästare och mästartränaren var Otto Baric. Salzburg lyckades också nå final i Uefacupen samma år men förlorade mot italienska storlaget Inter. Salzburg försvarade titeln 1995 och lyckades som första österrikiska lag kvalificera sig för Uefa Champions League. 

### Red Bull
2005 köptes Salzburg upp av det österrikiska företaget Red Bull som har sitt huvudkontor i Salzburg. Klubben ombildades som Red Bull Salzburg och man gjorde om klubbmärket till att till stora delar vara en logotyp för företaget Red Bull. En stor nysatsning ägde rum med målet att klubben återigen skulle vara med och slåss i toppen. Inför säsongen 2005-2006 värvade man Alexander Zickler och Thomas Linke från Bayern München samt flera österrikiska landslagsspelare. 
Fansen har starkt kritiserat att Red Bull bytt klubbfärgerna lila och vitt mot Red Bulls företagsfärger och att klubben bytt ut klubbmärket. I samband med ombildningen 2005 bildade några supportrar en ny klubb med namnet SV Austria Salzburg.
2014 och 2015 förlorade Red Bull i kvalet till Champions League mot Malmö FF, som gick vidare.

## Klubbnamn
Det ursprungliga namnet SV Austria Salzburg har genom olika sponsorer bytts ut flera gånger. Klubben bytte 1978 namn till SV Casino Salzburg och 1997 till SV Wüstenrot Salzburg. Dagens namn antogs i samband med nystarten 2005.

## Placering tidigare säsonger
| Säsong    | Nivå | Liga       | Placering | Referens |
| --------- | ---- | ---------- | --------- | -------- |
| 2011/2012 | 1    | Bundesliga | 1         | [ 2 ]    |
| 2012/2013 | 1    | Bundesliga | 2         | [ 3 ]    |
| 2013/2014 | 1    | Bundesliga | 1         | [ 4 ]    |
| 2014/2015 | 1    | Bundesliga | 1         | [ 5 ]    |
| 2015/2016 | 1    | Bundesliga | 1         | [ 6 ]    |
| 2016/2017 | 1    | Bundesliga | 1         | [ 7 ]    |
| 2017/2018 | 1    | Bundesliga | 1         | [ 8 ]    |
| 2018/2019 | 1    | Bundesliga | 1         | [ 9 ]    |
| 2019/2020 | 1    | Bundesliga | 1         | [ 10 ]   |
| 2020/2021 | 1    | Bundesliga | 1         | [ 11 ]   |
| 2021/2022 | 1    | Bundesliga | 1         | [ 12 ]   |
| 2022/2023 | 1    | Bundesliga | 1         | [ 13 ]   |
| 2023/2024 | 1    | Bundesliga | 2         | [ 14 ]   |
| 2024/2025 | 1    | Bundesliga |           | [ 15 ]   |

## Kända spelare
- Thomas Linke
- Alexander Zickler
- Oliver Bierhoff
- Thomas Hässler
- Toni Polster
- Niko Kovac
- Jorge Vargas
- Marc Janko
- Erling Haaland
- Dominik Szoboszlai

## Tränare
- Kurt Jara
- Giovanni Trapattoni
- Co Adriaanse
- Huub Stevens
- Ricardo Moniz
- Roger Schmidt